# Cattleya joaquiniana
Cattleya joaquiniana är en orkidéart som beskrevs av Francisco E.L.de Miranda. Cattleya joaquiniana ingår i släktet Cattleya och familjen orkidéer. Inga underarter finns listade i Catalogue of Life.